# Бойко, Евгения Александровна
Евге́ния Алекса́ндровна Бо́йко (укр. Євгенія Олександрівна Бойко) — украинский государственный деятель, руководитель военно-гражданской администрации города Северодонецк с 20 июня 2025.

## Биография
В 2007 году Евгения окончила Николаевский государственный аграрный университет по специальности «менеджмент внешнеэкономической деятельности». Работала в Национальном университете кораблестроения имени адмирала Макарова, где с 2021 года является доцентом и доктором экономических наук.
В 2021 году Евгения Бойко работала главным специалистом Государственной инспекции архитектуры и градостроительства Украины, идет на сайте НАПК. За 2022 год она подала декларацию как главный инспектор строительного нагляду в Госинспекции, а за 2023 год — как директор Департамента государственного архитектурно-строительного нагляду. В должности директора Бойко работала до 16 августа 2024 года.
В структуре Северодонецкой ВГА Евгения Бойко начала работать в конце 2024 года. 23 декабря 2024 года она возглавила коммунальное предприятие «Северодонецкое агентство инвестиций и развития».
25 февраля 2025 Бойко стала первым заместителем председателя Северодонецкой ВГА.
20 июня 2025 распоряжением президента Украины № 84/2025-рп Е. Бойко назначена руководителем Северодонецкой городской военной администрации Северодонецкого района Луганской области.